# (177) Irma
(177) Irma ist ein Asteroid des mittleren Hauptgürtels, der am 5. November 1877 vom französischen Astronomen Paul-Pierre Henry am Pariser Observatorium entdeckt wurde.
Es ist kein Bezug dieser Benennung zu einer Person oder einem Ereignis bekannt.

## Wissenschaftliche Auswertung
Aus Ergebnissen der IRAS Minor Planet Survey (IMPS) wurden 1992 Angaben zu Durchmesser und Albedo für zahlreiche Asteroiden abgeleitet, darunter auch (177) Irma, für die damals Werte von 73,2 km bzw. 0,05 erhalten wurden. Mit dem Satelliten Midcourse Space Experiment (MSX) wurden 1996 bis 1997 im Rahmen der Infrared Minor Planet Survey (MIMPS) Daten erhalten, aus denen für den Asteroiden Werte von 72,8 km bzw. 0,05 bestimmt wurden. Eine Auswertung von Beobachtungen durch das Projekt NEOWISE im nahen Infrarot führte 2011 zu vorläufigen Werten für den Durchmesser und die Albedo im sichtbaren Bereich von 72,3 km bzw. 0,05. Nachdem die Werte 2012 auf 83,7 km bzw. 0,03 korrigiert worden waren, wurden sie 2014 auf 69,1 km bzw. 0,06 geändert. Nach der Reaktivierung von NEOWISE im Jahr 2013 und Registrierung neuer Daten wurden die Werte 2015 zunächst mit 69,4 km bzw. 0,04 angegeben (diese Angaben beinhalteten aber hohe Unsicherheiten) und dann 2016 erneut korrigiert zu 67,4 km bzw. 0,05.
Eine spektroskopische Untersuchung von 820 Asteroiden zwischen November 1996 und September 2001 am La-Silla-Observatorium in Chile ergab für (177) Irma eine taxonomische Klassifizierung als Caa- bzw. Ch-Typ. Vom 7. bis 13. Dezember 2020 wurde der Asteroid spektrophotometrisch am Observatorium des Sternberg-Instituts für Astronomie auf dem Pik Terskol in Russland untersucht, als er sich in der Nähe seines Perihels befand. Die gemessenen Reflexionsspektren bestätigten die taxonomische Zuordnung, in Verbindung mit der geringen Albedo könnten sie ein Hinweis auf einen signifikanten Gehalt an organischen Verbindungen und/oder mafischen Mineralen, Oxiden und Hydroxiden im Material sein. Sie zeigten aber auch signifikante Abweichungen, die über die spektralen Grenzen ihrer taxonomischen Typen hinausgingen. Solche Merkmale konnten als Lichtstreuung durch eine bewegliche (oder inhomogene) staubige Exosphäre aus Partikeln organisch-silicatischer Zusammensetzung interpretiert werden, die sich um den Asteroiden herum durch die Sublimation von Eis bei den erhöhten Temperaturen in der Nähe des Perihels bildete. Dieser Effekt könnte noch durch eine wenige Tage zuvor stattgefundene Sonneneruption mit einem koronalen Massenauswurf (CME) verstärkt worden sein.
Photometrische Beobachtungen von (177) Irma erfolgten erstmals vom 27. Januar bis 1. März 1998 am U.S. Air Force Academy Observatory in Colorado. Die in drei Beobachtungsnächten gewonnenen Daten ließen für die Rotationsperiode mehrere unterschiedliche Lösungen zwischen 11,6 und 21,4 h zu. Am wahrscheinlichsten wurde ein Wert um 14,4 h angesehen. Neue Beobachtungen vom 7. November bis 16. Dezember 2011 am Organ Mesa Observatory in New Mexico ergaben eine detaillierte Lichtkurve mit einer Rotationsperiode von 13,856 h. Zwei weitere Beobachtungskampagnen am Organ Mesa Observatory vom 11. und 16. Februar bzw. 20. März bis 8. April 2013 führten zur Bestimmung einer Rotationsperiode von 13,858 h. Der doppelte Wert von 27,716 h konnte dabei nahezu sicher ausgeschlossen werden.
Aus archivierten Daten des Asteroid Terrestrial-impact Last Alert System (ATLAS) aus dem Zeitraum 2015 bis 2018 konnte in einer Untersuchung von 2022 mit der Methode der konvexen Inversion eine Rotationsperiode von 13,8577 h berechnet werden.